# Estación de Ebikon
La estación de Ebikon es una estación ferroviaria de la comunas suiza de  Ebikon, en el Cantón de Lucerna.

## Historia y situación
La estación de Ebikon fue inaugurada en el año 1864 con la puesta en servicio de la línea Zug - Lucerna por el Zürich-Zug-Luzern-Bahn. En 1902 la compañía pasaría a ser absorbida por SBB-CFF-FFS.
Se encuentra ubicada en la zona noroeste del núcleo urbano de Ebikon. Cuenta con un andén central que acceden dos vías pasantes. Además, hay que añadir la existencia de una tercera vía pasante que llega hasta Root D4 y de la que salen varias derivaciones a industrias, así como otra vía pasante más y varias vías muertas
En términos ferroviarios, la estación se sitúa en la línea (Zúrich -) Zug - Lucerna. Sus dependencias ferroviarias colaterales son la estación de Buchrain hacia Zug y la estación de Lucerna, extremo de la línea.

## Servicios ferroviarios
Los servicios ferroviarios de esta estación están prestados por SBB-CFF-FFS.

### S-Bahn Lucerna/Stadtbahn Zug
Por la estación pasa una línea de las redes de trenes de cercanías S-Bahn Lucerna y Stadtbahn Zug que conforman una gran red de trenes de cercanías en el centro de Suiza.
- S 1 Baar - Zug - Cham - Rotkreuz - Lucerna.

1. En días laborables frecuencias de 30 minutos entre Baar y Lucerna. En festivos trenes cada 60 minutos entre Baar y Lucerna.